# NGC 4607
NGC 4607 is een balkspiraalstelsel in het sterrenbeeld Maagd. Het hemelobject werd op 24 april 1854 ontdekt door de Ierse astronoom William Parsons.

## Synoniemen
- UGC 7843
- MCG 2-32-176
- ZWG 70.216
- VCC 1868
- IRAS 12386+1209
- PGC 42544